# Burgersdorp
Burgersdorp is een plaats in de Zuid-Afrikaanse provincie Oost-Kaap.
Burgersdorp telt ongeveer 5.000 inwoners. Het Nederlandse taalmonument is er gelegen.

## Subplaatsen
Het nationaal instituut voor de statistiek, Stats SA, deelt sinds de census 2011 deze hoofdplaats in in 4 zogenaamde subplaatsen (sub place):
Buitendag • Burgersdorp SP • Eureka • Harmonie.

## Geboren
- Johannes de Klerk (1903-1979), staatspresident van Zuid-Afrika
- Eben Venter (1954), Zuid-Afrikaans schrijver

## Galerij

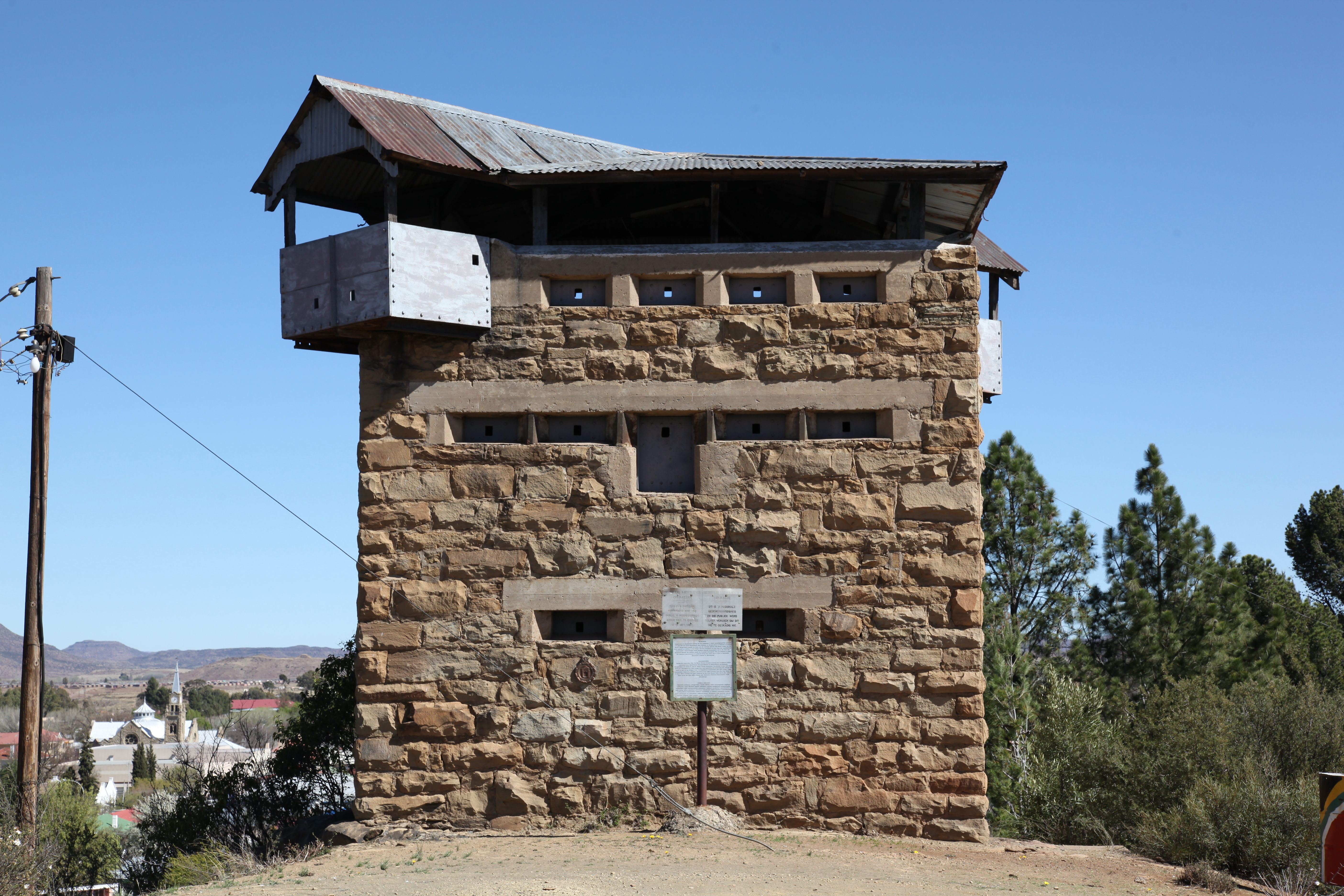
Het Sentinel Blokhuis
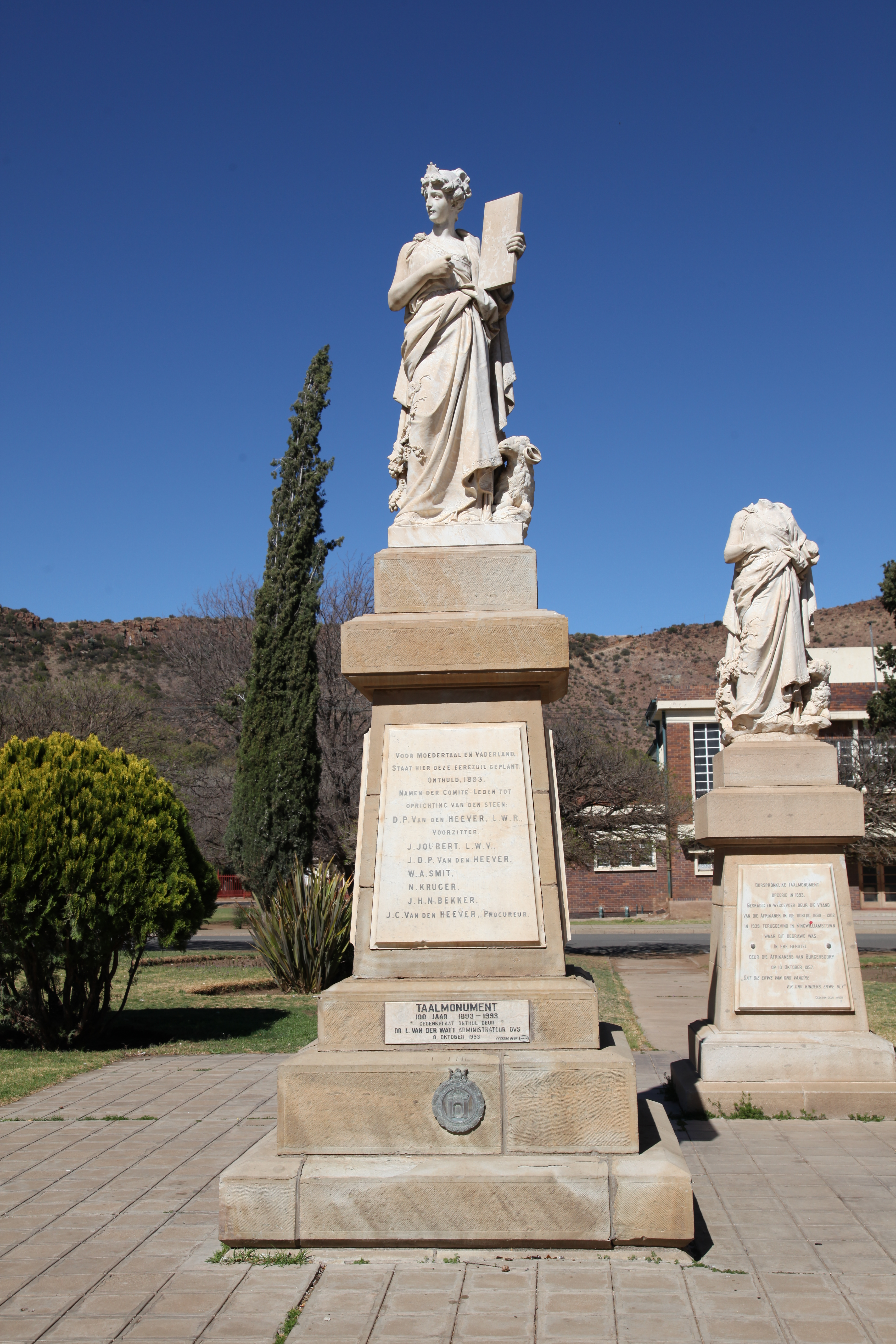
De replica (links) en het origineel (rechts) van het Nederlandse taalmonument
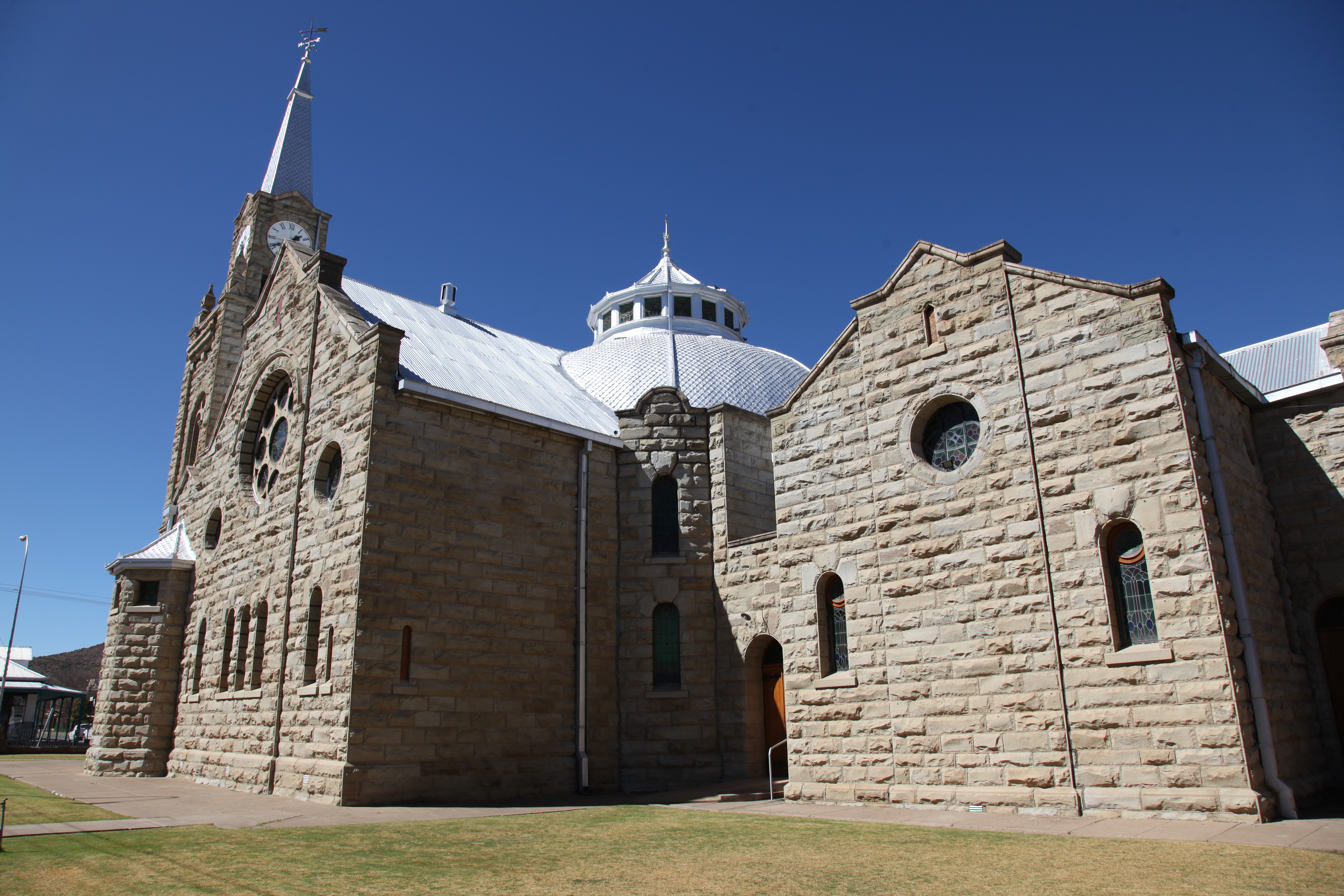
De Nederlandse Hervormde Kerk